# 伊拉克国籍法
伊拉克国籍采取血统主义。

## 历史
第一个国籍法于1924年通过，同年8月6日，伊拉克管辖范围内的所有人自动获得伊拉克国籍。
根据这项法律，成千上万的波斯人被迫成为“伊拉克人”。

## 双重国籍
根据2006年的改革，伊拉克承认双重国籍。 在此之前，获得另一国籍的伊拉克国民自动失去了伊拉克国籍。 尽管如此，一些国家的国籍法（如日本）要求其国民在保留其他国家的国籍或伊拉克国籍之间做出选择。

## 旅行自由

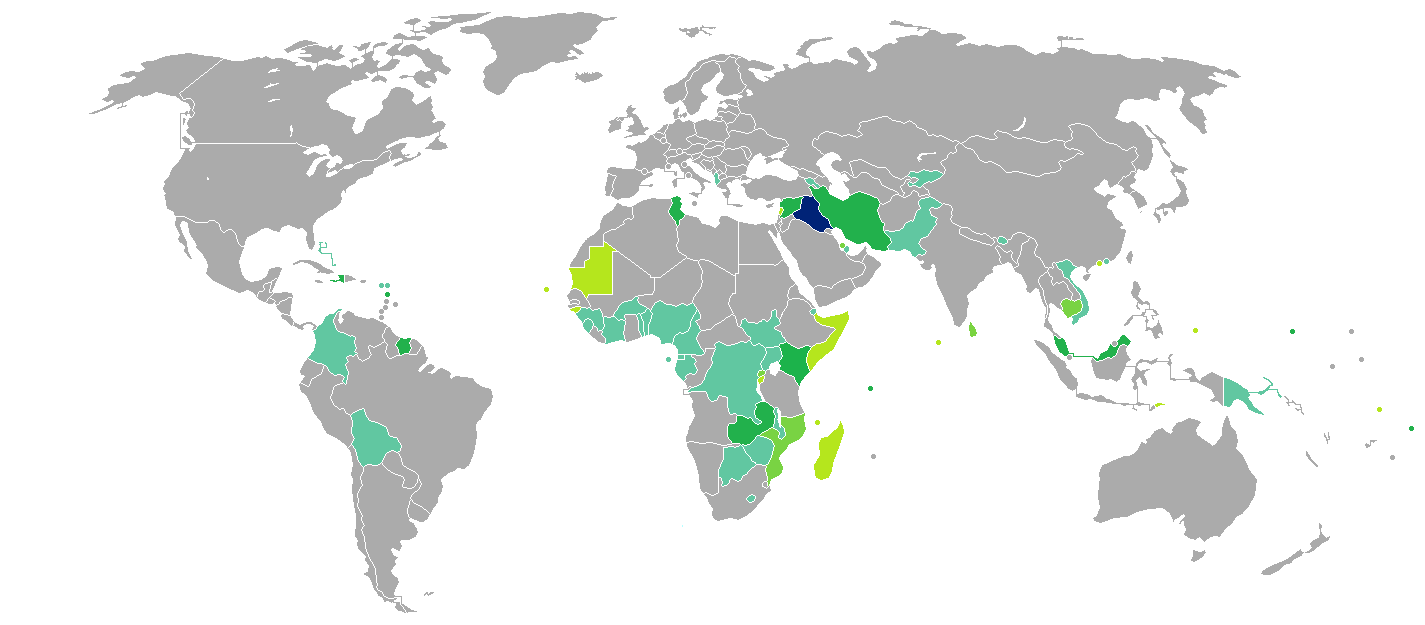
伊拉克公民的签证要求

2016年，伊拉克公民获得了30个国家和地区的免签证或入境签证。因此，根据签证限制指数，伊拉克護照在世界上排名第102位。